# Pristimantis yukpa
Pristimantis yukpa är en groddjursart som beskrevs av Barrio-Amorós, Rojas-Runjaic och Infante-Rivero 2008. Pristimantis yukpa ingår i släktet Pristimantis och familjen Strabomantidae. IUCN kategoriserar arten globalt som livskraftig. Inga underarter finns listade i Catalogue of Life.